# راجر هایند
راجر هایند (انگلیسی: Roger Hynd; ۲ فوریهٔ ۱۹۴۲ – ۱۸ فوریهٔ ۲۰۱۷) یک بازیکن فوتبال اهل بریتانیا بود.
از باشگاه‌هایی که در آن بازی کرده‌است می‌توان به باشگاه فوتبال رنجرز، باشگاه فوتبال بیرمنگام سیتی، باشگاه فوتبال آکسفورد یونایتد، باشگاه فوتبال کریستال پالاس و باشگاه فوتبال والسال اشاره کرد.